# Sharp Centre for Design
Sharp Centre for Design – centrum dizajnu, znajdujące się w Toronto. Centrum jest częścią Ontario College of Art and Design (OCAD), uczelni założonej w 1876 roku. 

## Budynek
Budowę Sharp Centre for Design rozpoczęto w 2002 roku, której całkowity koszt wyniósł 42,5 miliona dolarów. W 2004 roku budynek został oddany do użytku. Prostokątna bryła budynku, zawieszona na 26 m nad ziemią, wsparta jest na dwunastu kolorowych stalowych kolumnach, znajdujących się bezpośrednio nad najstarszym budynkiem kampusu uniwersyteckiego, z którym jest połączona za pomocą windy i klatki schodowej. Rozmiary prostokątnej bryły budynku: długość – 84 m, szerokość — 31 m, wysokość – 9 m. Budynek ma dwie kondygnacje, w środku się mieszczą: pracownie artystyczne, sale dydaktyczne, sale konferencyjne, sale wystawowe i biura. 
Autorem budynku jest brytyjski architekt Will Alsop. W wywiadzie udzielnym przez niego w 2013 roku Alsop powiedział: "bardzo niewiele osób mówi, że im się budynek podoba. A jeśli im się on nie podoba, to naprawdę go nienawidzą i myślę, że to dobrze. Mało kto może pozostać wobec niego obojętnym. Ale myślę, że budynek spełnia swoje zadanie na wiele sposobów. Szczególnie wnętrze budynku jest dobrze przyjmowane przez studentów".
Budynek potocznie jest nazywany "stołem" (ang. "table-top"). 
Sharp Centre for Design zdobyło wiele nagród, w tym międzynarodową nagrodę RIBA w 2004 roku, Excellence Award przyznaną przez Toronto Architecture and Urban Design w 2005 roku oraz Canadian Consulting Engineering Award w 2005 roku.

## Galeria

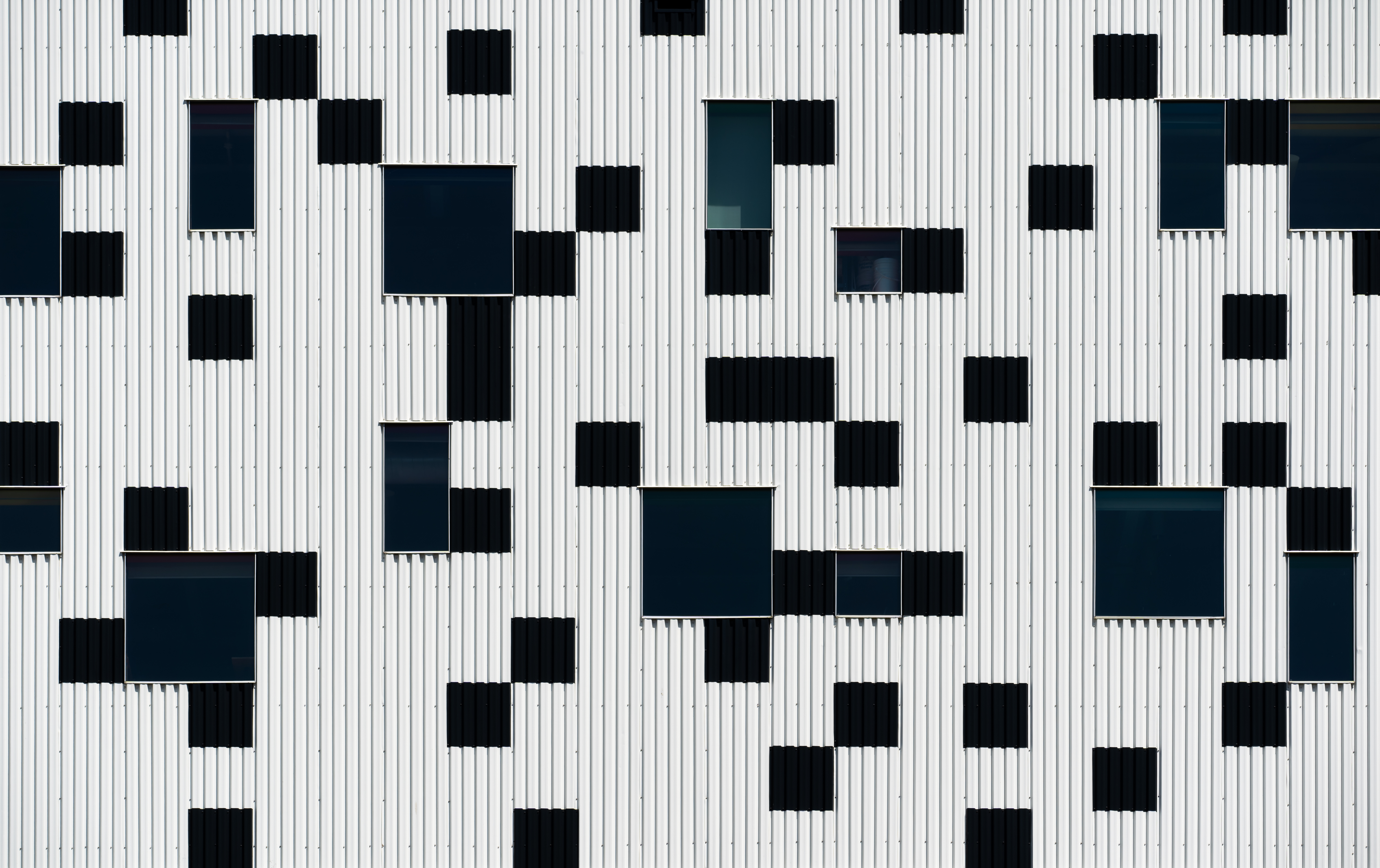
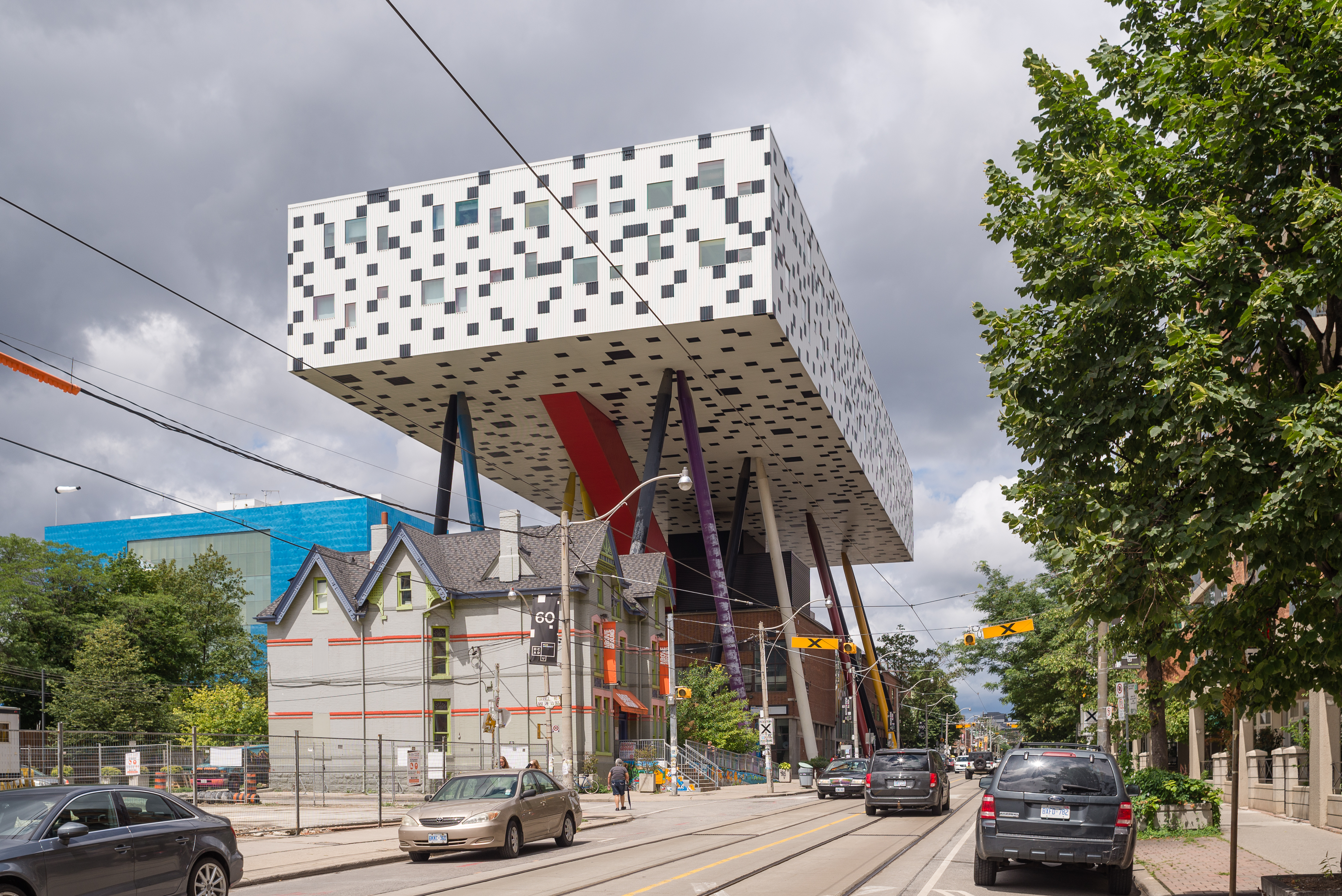
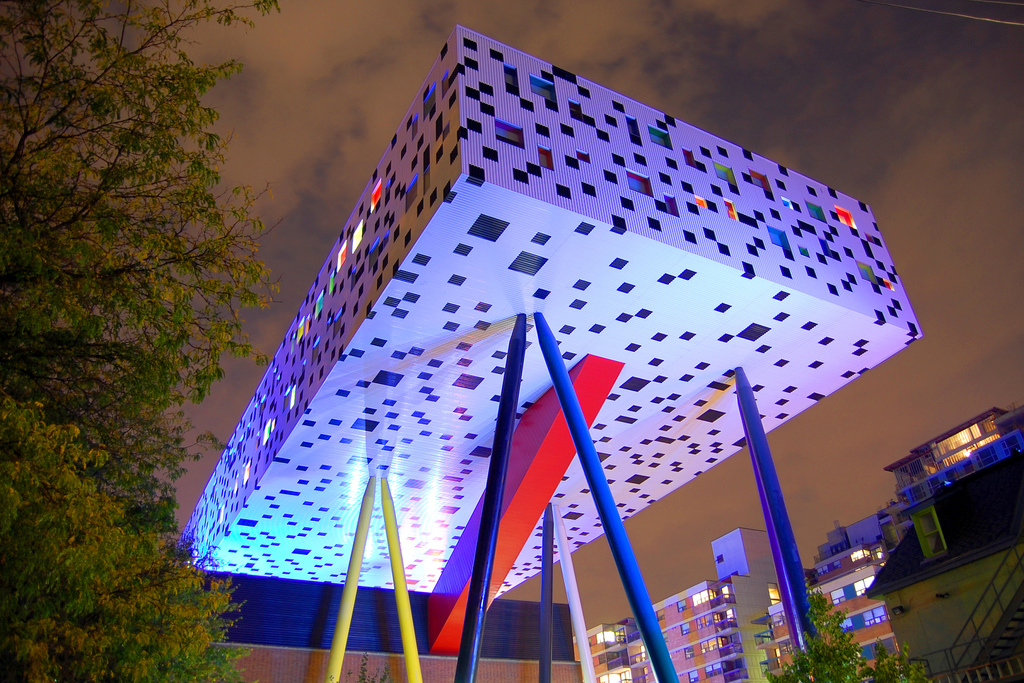
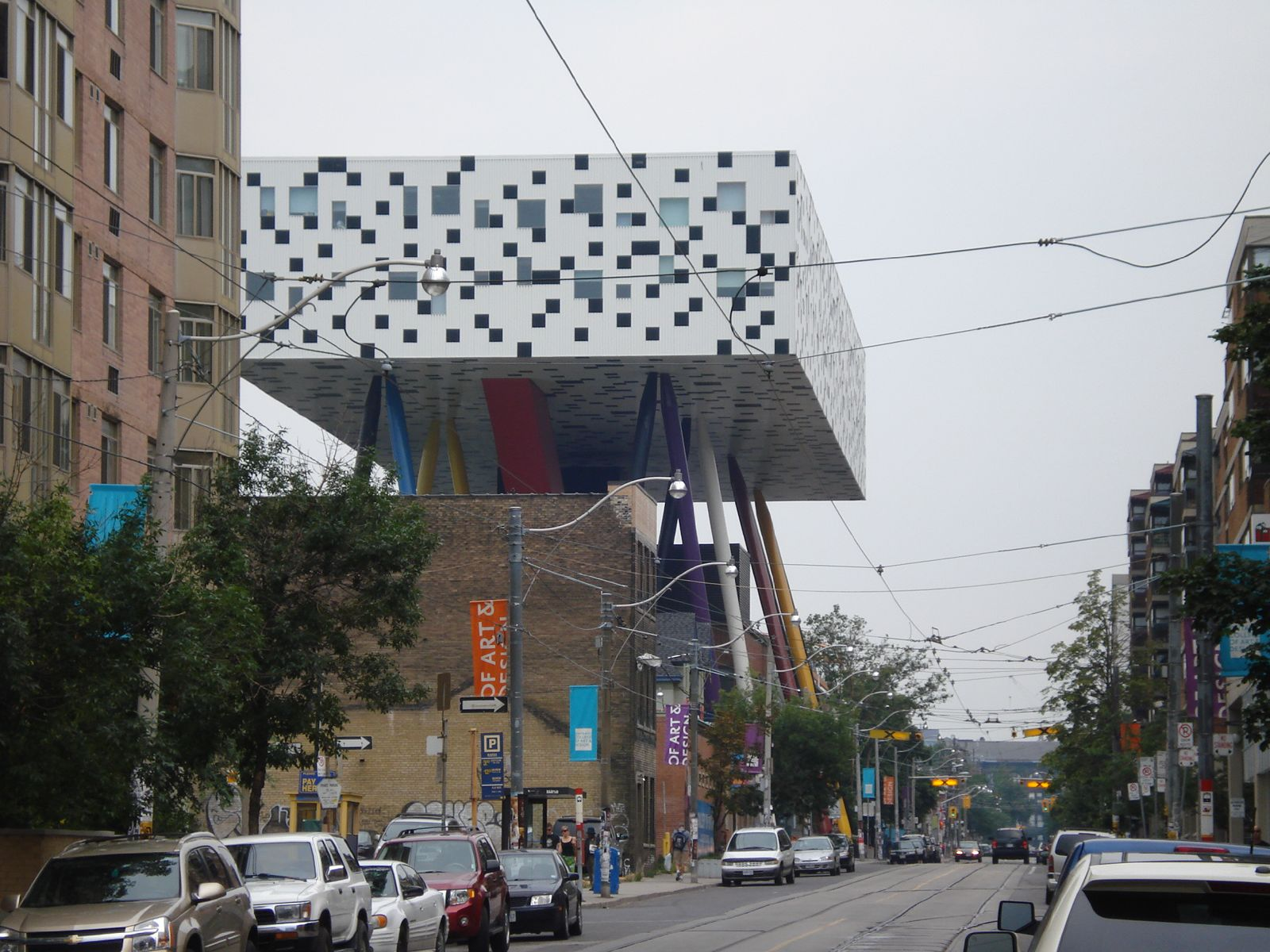
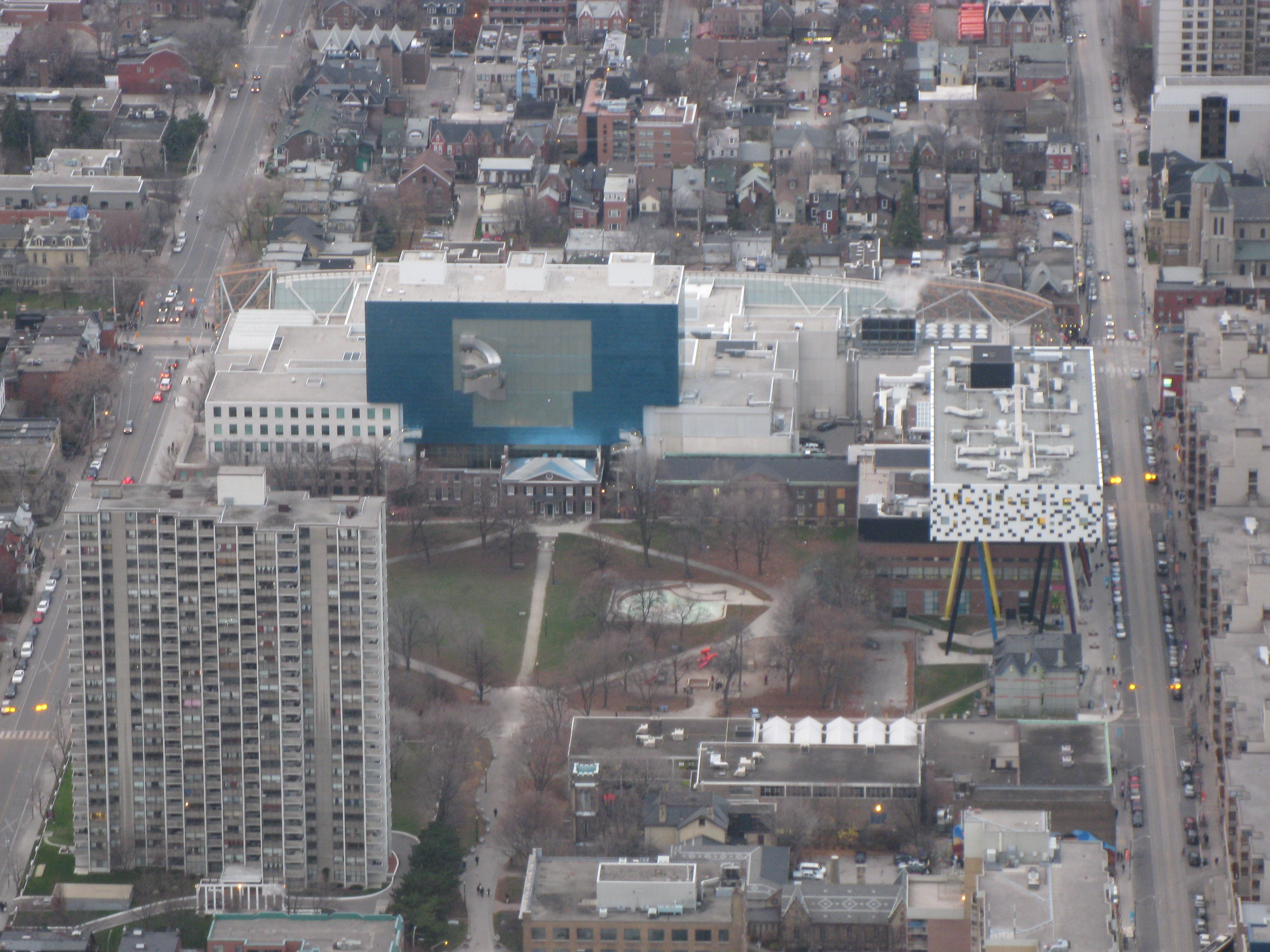